# Ivan Skobrev
Ivan Skobrev (n. 8 februarie 1983, Habarovsk, RSFS Rusă, URSS) este un patinator de viteză ce a reprezentat Rusia, medaliat olimpic. A participat la 3 ediții ale Jocurilor Olimpice (2006, 2010, 2014) în care a câștigat o medalie de argint și o medalie de bronz.